# Publius Cornelius Scipio (Konsul 56)
Publius Cornelius (Lentulus?) Scipio war ein Politiker und Senator der römischen Kaiserzeit. Er war ein Sohn des Suffektkonsuls des Jahres 24, Publius Cornelius Lentulus Scipio, und ein Stiefbruder des Suffektkonsuls des Jahres 68, Publius Cornelius Scipio Asiaticus. Im Jahr 56 war er an der Seite von Quintus Volusius Saturninus ordentlicher Konsul.